# Regiuni istorice ale Croației
     Croaţia propriu-zisă
     Dalmația
     Slavonia, Baranya (în violet)
     Istria

Croaţia propriu-zisă
Dalmația
Slavonia, Baranya (în violet)
Istria

Croația este o țară din sud-estul Europei. Aceasta este împărțită în patru regiuni istorice.
Regiunile sunt următoarele:
- Dalmația: Regiunea aflată în partea de sud-est a țării. O parte mică se află în Muntenegru.
- Slavonia: Regiunea din nord-estul țării.
- Istria: Regiunea este în vestul țării. Este cea mai mică regiune a țării și cuprinde cea mai mare parte a peninsulei Istria, care face parte și din Italia și Slovenia.
- Croația propriu-zisă: Această regiune este cea mai mare și mai importantă regiune a țării. Capitala, Zagreb, se află în Croația propriu-zisă.

## Galerie de steme ale regiunilor

Dalmaţia
Croaţia propriu-zisă
Slavonia
Istria